# Thomas Harriot
Thomas Harriot   (Oxford, c. 1560 - Londres, 2 de juliol de 1621) fou un astrònom, matemàtic, etnògraf, i traductor anglès. Algunes fonts donen el seu cognom com Harriott o Hariot o Heriot. Sovint se li atribueix la introducció de la patata a la Gran Bretanya i Irlanda. Harriot fou la primera persona a fer un dibuix de la Lluna a través d'un telescopi, el 26 de juliol, de 1609, gairebé quatre mesos abans que Galileo.
Després de graduar-se a la Universitat d'Oxford, Harriot viatjà a Amèrica en una expedició finançada per Sir Walter Raleigh; i en el seu retorn va treballar pel comte de Northumberland. A la casa del comte, es convertí en un matemàtic i astrònom prolífic a qui s'atribueix la teoria de la refracció.

## Joventut i educació
Nascut a Oxford, Thomas Harriot assistí al col·legi Saint Mary Hall, Oxford. El seu nom apareix en els registres de l'escola de 1577. Després de la seva graduació a Oxford el 1580, Harriot fou contractat pel Sir Walter Raleigh com a tutor de matemàtiques. Utilitzà el seu coneixement d'astronomia i astrologia per a proporcionar perícia de navegació. Harriot també estava implicat dissenyant els vaixells de Raleigh i treballà com el seu comptable. En aquells temps també escrigué un tractat de navegació abans de l'expedició amb Raleigh.

## Expedició a les Amèriques
Entre 1585 i 1586 participà en una expedició i passà temps al Nou Món visitant l'Illa de Roanoke a la costa de Carolina del Nord, aprenent la llengua algonquina. El seu informe de viatge fou publicat el 1588 (probablement escrit el 1587). L'informe conté el primer recompte de la població nativa americana trobada per l'expedició; li va resultar molt útil a exploradors anglesos posteriors i a colonitzadors. Va escriure: "Per la qual cosa és desitjable, si els mitjans de bon govern són utilitzats, que ells puguen ben aviat ser educats i així puguen abraçar de religió veritable." Alhora, la seva visió sobre la indústria d'americans nadius i la seva capacitat per a aprendre van ser en gran part ignorades a favor de les parts de l'"informe" sobre l'extracció de minerals i l'explotació d'altres recursos.

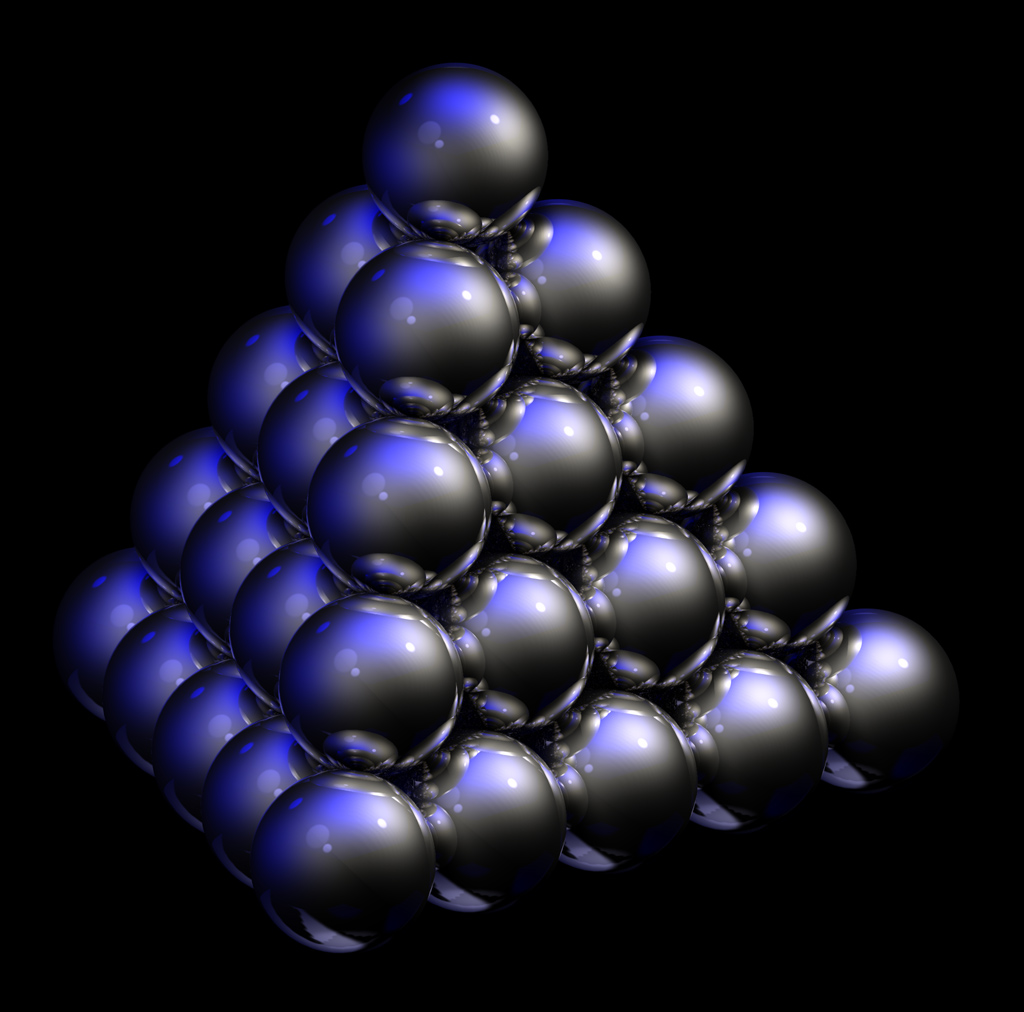
Apilament òptim d'esferes, un problema matemàtic tractat per Harriot i Kepler.

Com a assessor científic durant el viatge, Raleigh demanà a Harriot que trobés la forma més eficaç d'apilar bala de canó (esferes) a la coberta de vaixell. La seva subsegüent teoria sobre l'embalatge apropiat d'esferes mostra una semblança sorprenent a l'atomisme i teoria atòmica moderna, que més tard estava acusat de creure. La seva correspondència sobre òptica amb Johannes Kepler, en el qual descrivia algunes de les seves idees, més tard influirà en la conjectura de Kepler.

## Darrers anys
Entre 1593-98 treballà per Henry Percy, 9è comte de Northumberland, amb qui també residia a Syon House, que era concorreguda pel cosí de Henry Percy, Thomas Percy.
Harriot començà a perdre el favor dels seus patrocinadors: Raleigh en primer lloc, i Percy més tard, quan fou empresonat el 1605 en connexió amb la Conspiració de la Pólvora, ja que era cosí segon de Thomas Percy, un dels conspiradors. Harriot mateix fou interrogat i breument empresonat però aviat alliberat.

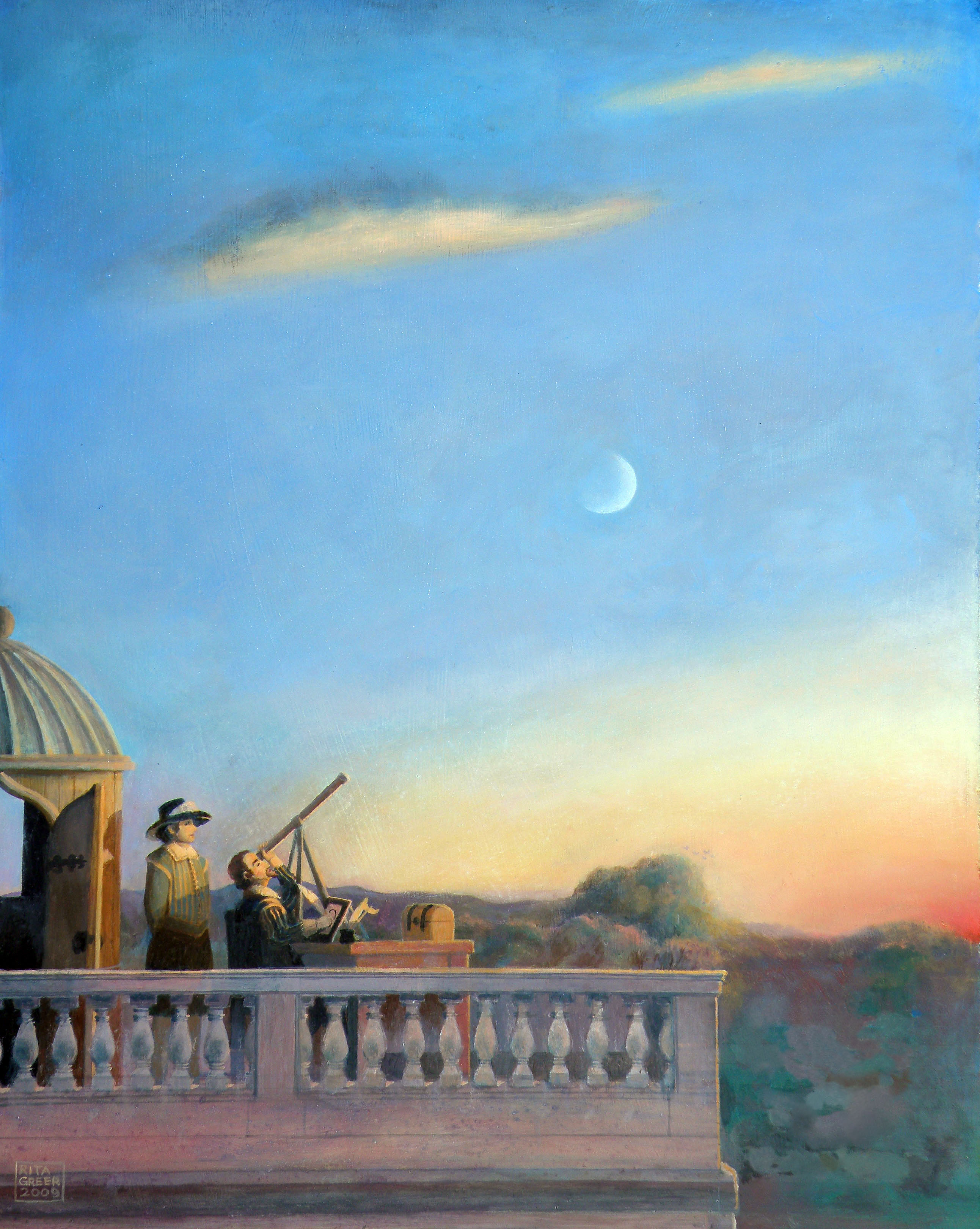
Recreació històrica de la primera observació de la Lluna feta per Harriot qui és acompanyat per Christopher Tooke (Obra de Rita Greer, 2009).

El pas del Cometa de Halley del 1607 feu centrar l'atenció de Harriot envers l'astronomia. A principi de 1609 comprà un "Dutch trunke" (telescopi inventat el 1608), i les seves observacions foren entre els primers usos d'un telescopi per a l'astronomia. S'atribueix a Harriot de ser el primer astrònom a dibuixar un objecte astronòmic després de veure'l a través d'un telescopi: dibuixà un mapa de la Lluna el 26 de juliol de 1609, que precedí a Galileu uns quants mesos. El desembre de 1610 observà taques solars. També observà els satèl·lits de Júpiter.

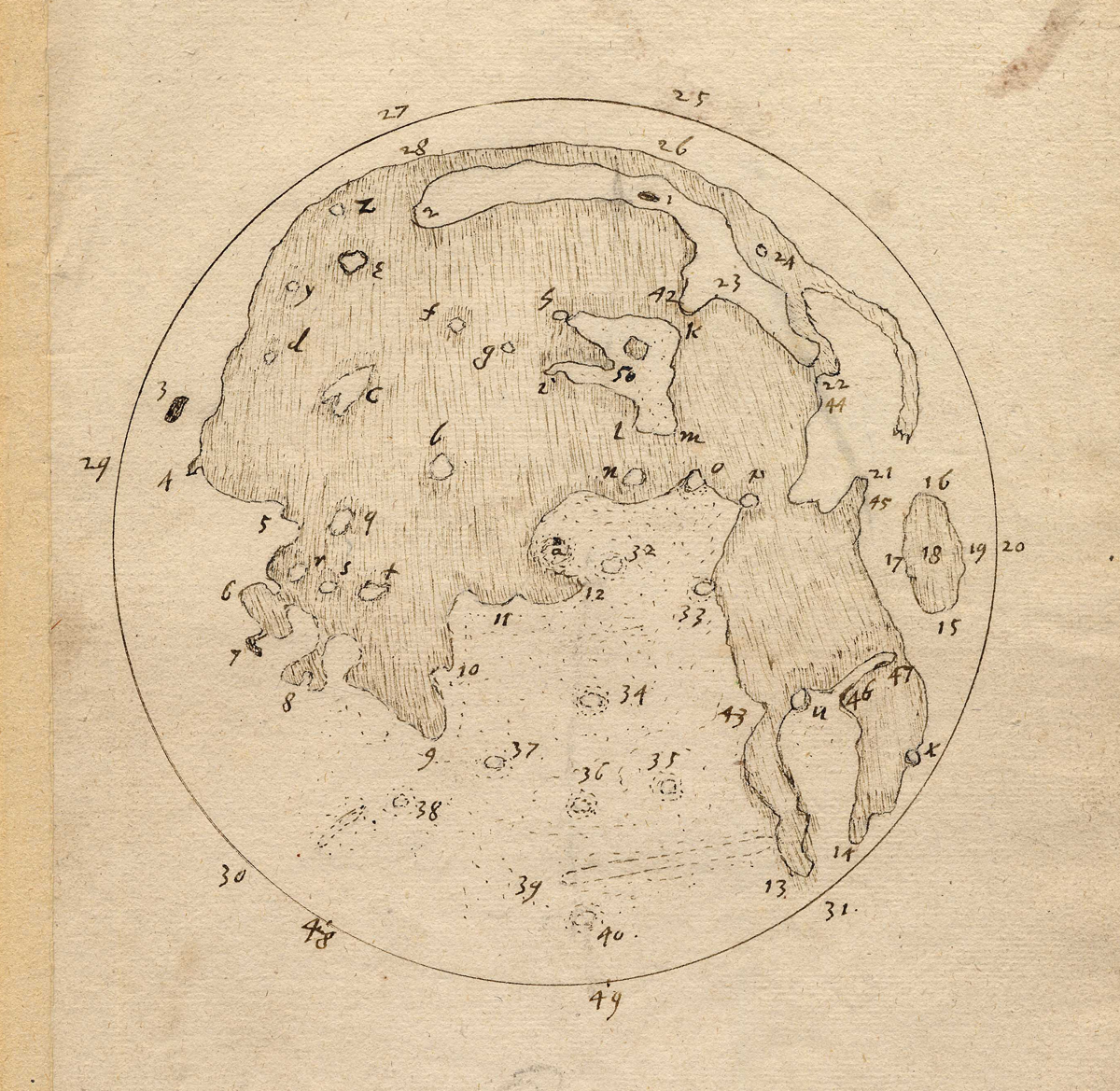
Mapa del relleu de la Lluna que Harris mai publicà.

## Mort
El 1615 o el 1616, Harriot escriví a un amic desconegut amb perícia mèdica, descrivint la que hauria estat la raó per a l'erupció d'una úlcera cancerosa al seu llavi, que progressà fins a 1621, quan vivia amb un amic anomenat Thomas Buckner al carrer de Threadneedle, on moriria. Les fonts citades més avall descriuen la seva condició com a càncer de nas. En qualsevol cas, Harriot aparentment morí de càncer de pell.
Harriot morí el 2 de juliol de 1621, tres dies després d'escriure el seu testament descobert per Henry Stevens. Els seus executors publicaven pòstumament el seu Artis Analyticae Praxis sobre àlgebra el 1631; Nathaniel Torporley fou l'executor de les darreres voluntats de Harriot, però al capdavall fou Walter Warner qui publicà el llibre. Podria ser un compendi d'alguns dels seus treballs, però no representa tot el que deixà inèdit (més de 400 fulls d'escriptura anotada). No fou editat de manera que seguís els manuscrits i fracassà en donar la plena importància als escrits de Harriot.

## Llegat
També estudià òptica i refracció i aparentment postulà la llei de Snell vint anys abans que Snellius, encara que, com tants dels seus treballs, restava inèdit. També se li atribueix la descripció del Teorema de Girard en el camp de la trigonometria esfèrica, encara que la fórmula conserva el nom de Girard que fou el primer a publicar-ho.
El seu únic treball publicat és el seu llibre d'àlgebra Artis Analyticae Praxis (1631) publicat pòstumament en llatí. Desafortunadament els editors no entenien gaire el seu raonament i treien les parts que no comprenien com les arrels negatives i complexes d'equacions. Degut a la dispersió dels seus textos la traducció anglesa del Praxis no fou publicada completament fins al 2007.
La primera biografia sobre Harriot fou escrita el 1876 per Henry Stevens de Vermont però no fou publicada fins al 1900, catorze anys després de la seva mort. La publicació es limità a 167 còpies i així el treball no fou gaire conegut fins al 1972, quan aparegué una reimpressió. L'interès en Harriot es reactivà amb la convocatòria d'un simposi a la Universitat de Delaware l'abril de 1971 amb les diligències publicades per Oxford University Press el 1974. L'editor John W. Shirley (1908-1988) publicà A Sourcebook for the Study of Thomas Harriot (1981) i la seva biografia de Harriot (1983). Els papers de John Shirley s'han dipositat a la Biblioteca de la Universitat de Delaware.
Les troballes de Harriot romanen relativament incertes perquè no publicà cap dels seus resultats i també perquè molts dels seus manuscrits s'han perdut; els que sobreviuen són protegits al Museu Britànic i als arxius de la família Percy a Petworth House (Sussex) i al Castell d'Alnwick (Northumberland).

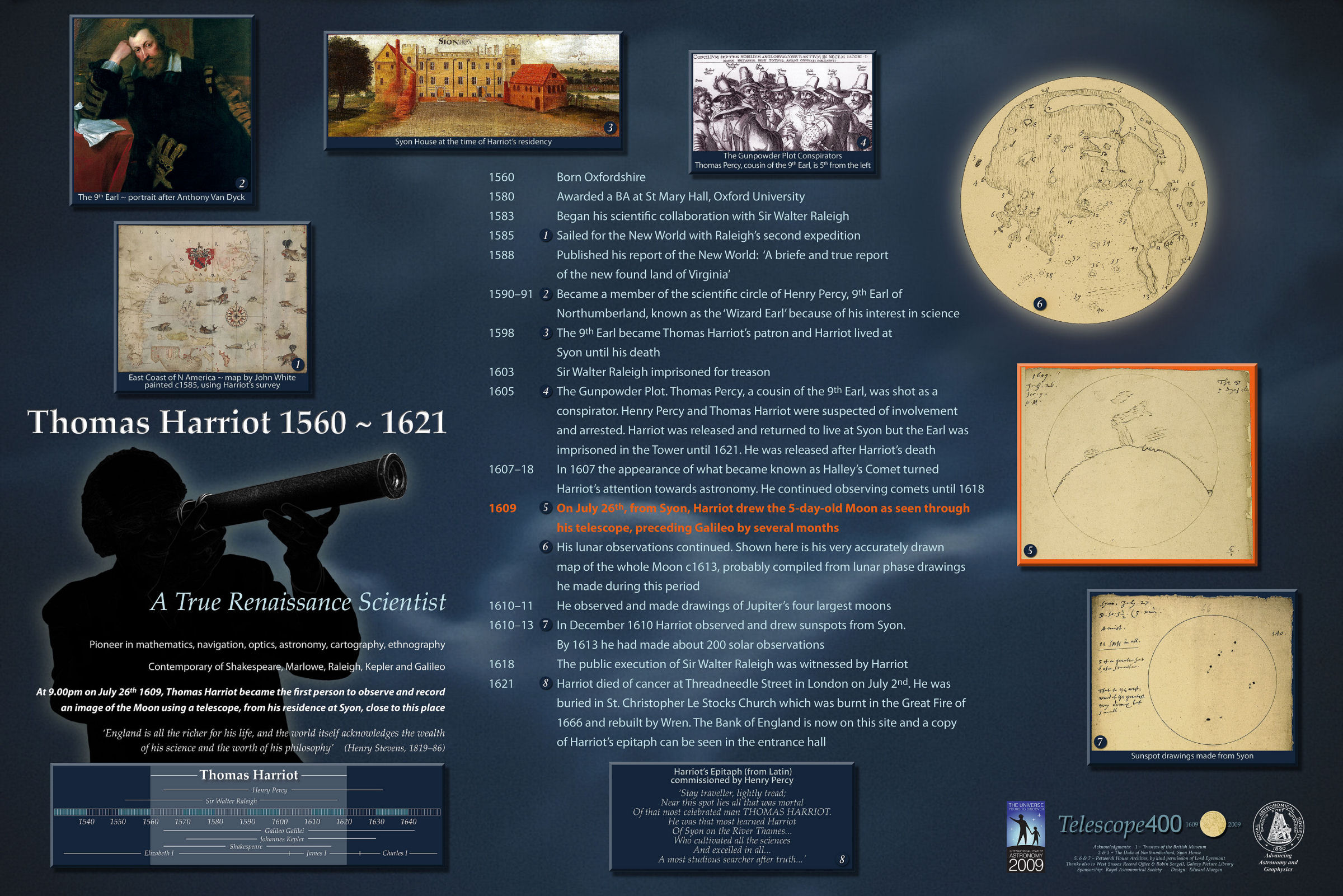
Placa commemorativa instal·lada al Syon Park de Londres.

El 26 de juliol de 2009 es realitzà un esdeveniment a Syon House, West London, per celebrar el 400è aniversari de les primeres observacions de la lluna de Harriot; va incloure la col·locació d'una placa en commemoració de Harriot per part de Lord Egremont. La placa pot ser vista pels visitants a Syon House a la localització de les històriques observacions de Harriot. L'esdeveniment, patrocinat per la Royal Astronomical Society, tingué lloc dins de l'Any Internacional de l'Astronomia.
El document original del mapa de la lluna de Harriot de 1611, les observacions dels satèl·lits de Jupiter, i les primeres observacions de taques solars foren exhibits al Museu de la Ciència de Londres, des del 23 de juliol de 2009 fins a finals de l'Any Internacional de l'Astronomia.
L'observatori al campus del College of William and Mary s'anomena en l'honor de Harriot. Un cràter a la lluna fou batejat amb el seu nom el 1970; és al costat fosc de la Lluna i per això inobservable des de la Terra.
El Thomas Harriot College of Arts and Sciences (Escola Thomas Harriot d'Arts i Ciències) a la Universitat de Carolina de l'Est a Greenville (Carolina del Sud) s'anomenà en reconeixement de les contribucions científiques de Harriot al Nou Món com el seu treball A Briefe and True Report of the New Found Land of Virginia i ha instituït una sèrie de conferències en les arts liberals epònimes titulades Harriot Voyages of Discovery Lecture Series.